# Kreis Grevenbroich
Der Kreis Grevenbroich ist ein ehemaliger Landkreis, der 1816 in der preußischen Provinz Jülich-Kleve-Berg (ab 1822 Rheinprovinz) entstand. Der ursprüngliche Kreis Grevenbroich wurde 1929 mit dem Kreis Neuß und Teilen des Kreises Gladbach zum Landkreis Grevenbroich-Neuß vereinigt, der 1946 in Landkreis Grevenbroich umbenannt wurde.
Am 1. Januar 1975 wurde im Zuge der kommunalen Neugliederung in Nordrhein-Westfalen die bis dahin kreisfreie Stadt Neuss in den Kreis Grevenbroich eingegliedert und Kreissitz; der Kreis Grevenbroich wurde in Kreis Neuss, heute Rhein-Kreis Neuss, umbenannt. Dementsprechend ist der Rhein-Kreis Neuss mit dem Kreis Grevenbroich rechtlich identisch.

## Geographie

### Nachbarkreise
Der Kreis Grevenbroich grenzte 1971 im Uhrzeigersinn im Norden beginnend an den Kreis Kempen-Krefeld, an die kreisfreie Stadt Krefeld, an den Kreis Düsseldorf-Mettmann, an die kreisfreien Städte Düsseldorf und Neuss, an den Rhein-Wupper-Kreis, an die kreisfreie Stadt Köln, an die Kreise Bergheim (Erft) und Erkelenz sowie an die kreisfreien Städte Rheydt und Mönchengladbach.

## Geschichte

### 1816 bis 1929
Der erste Kreis Grevenbroich wurde 1816 aus dem Gebiet des in der Franzosenzeit eingerichteten Kantons Elsen sowie Teilen der Kantone Odenkirchen und Erkelenz gebildet. Im Kreisgebiet bestanden fünfzehn Bürgermeistereien, den Nachfolgern der in der Franzosenzeit eingerichteten Mairien. Durch die Gemeindeordnung für die Rheinprovinz erhielten 1845 alle Orte, die einen eigenen Haushalt führten, den Status einer Gemeinde. Der Kreis war seitdem wie folgt gegliedert:
| Bürgermeisterei | Gemeinden                                               |
| --------------- | ------------------------------------------------------- |
| Bedburdyck      | Bedburdyck                                              |
| Elsen           | Elfgen, Elsen, Laach                                    |
| Evinghoven      | Broich, Hoeningen, Oekoven                              |
| Frimmersdorf    | Frimmersdorf, Neurath                                   |
| Garzweiler      | Garzweiler                                              |
| Grevenbroich    | Allrath, Barrenstein, Grevenbroich (Stadt), Neuenhausen |
| Gustorf         | Gindorf, Gustorf                                        |
| Hemmerden       | Hemmerden, Kapellen                                     |
| Hochneukirch    | Hochneukirch                                            |
| Hülchrath       | Hoisten, Neukirchen                                     |
| Jüchen          | Jüchen                                                  |
| Kelzenberg      | Kelzenberg                                              |
| Wanlo           | Wanlo                                                   |
| Wevelinghoven   | Wevelinghoven (Stadt)                                   |
| Wickrath        | Wickrath                                                |

Die aus mehreren Gemeinden bestehenden Bürgermeistereien wurden seit 1927 als Ämter bezeichnet.

### 1929 bis 1969
Mit dem Gesetz über die kommunale Neugliederung des rheinisch-westfälischen Industriegebietes vom 1. August 1929 wurde der Kreis Grevenbroich mit dem Landkreis Neuß sowie den vier Gemeinden Kleinenbroich, Korschenbroich, Liedberg und Pesch aus dem aufgelösten Landkreis Gladbach zum Landkreis Grevenbroich-Neuß zusammengeschlossen. Gleichzeitig wurden die Gemeinde Hoisten in die nunmehr amtsfreie Gemeinde Neukirchen sowie Gindorf in Gustorf eingegliedert.
In den 1930er Jahren gab es zahlreiche kommunale Veränderungen:
Am 1. Oktober 1930 wurden die Gemeinden Allrath, Barrenstein und Neuenhausen aus dem Amt Grevenbroich sowie die Gemeinde Laach aus dem Amt Elsen in die Stadt Grevenbroich eingemeindet. Gleichzeitig wurde das Amt Elsen aufgelöst und seine Gemeinden Elsen und Elfgen kamen zum Amt Grevenbroich. Die Gemeinde Kelzenberg kam am 1. Juli 1934 zur Gemeinde Jüchen. Am 1. August 1934 verschmolz die Gemeinde Wanlo mit der Gemeinde Wickrath. Am 1. Juni 1935 wurde die Gemeinde Grefrath in die Gemeinde Holzheim eingemeindet. Am 1. April 1937 kam auch die Gemeinde Elsen zur Stadt Grevenbroich – gleichzeitig wurde das Amt Grevenbroich aufgelöst und die verbliebene Gemeinde Elfgen bildete mit der Gemeinde Jüchen das neue Amt Jüchen. 1938 wurde die Gemeinde Broich in die Gemeinde Gohr im Amt Nievenheim eingegliedert.
Nach dem Zweiten Weltkrieg gingen die Zusammenschlüsse weiter: Am 1. August 1964 erfolgte die Auflösung der Gemeinde Elfgen aufgrund des Braunkohleabbaues. Sie wurde ein Teil der Stadt Grevenbroich. Gleichzeitig wurde das Amt Jüchen aufgelöst. 1968 bildete das Amt Nettesheim, bestehend aus den Gemeinden Nettesheim-Butzheim und Frixheim-Anstel, mit der Gemeinde Rommerskirchen das gemeinsame Amt Rommerskirchen-Nettesheim. Dies war der erste freiwillige Zusammenschluss vor der bevorstehenden kommunalen Neugliederung.
Der Kreis Grevenbroich gliederte sich vor der Gemeindegebietsreform in 3 amtsfreie Städte und 12 amtsfreie Gemeinden sowie 9 Ämter mit 20 amtsangehörigen Gemeinden auf einem Gebiet von 509,49 km² mit 215.551 Einwohnern (Stand 30. Juni 1967).
- amtsfreie Städte: Grevenbroich, Wevelinghoven, Zons
- amtsfreie Gemeinden: Bedburdyck, Büderich, Büttgen, Garzweiler, Gustorf, Hochneukirch, Holzheim, Jüchen, Kaarst, Kleinenbroich, Neukirchen, Wickrath
- Amt Dormagen: Dormagen, Hackenbroich
- Amt Evinghoven: Hoeningen, Oekoven
- Amt Frimmersdorf: Frimmersdorf, Neurath
- Amt Glehn: Glehn, Liedberg
- Amt Hemmerden: Hemmerden, Kapellen (Erft)
- Amt Korschenbroich: Korschenbroich, Pesch
- Amt Nievenheim: Gohr, Nievenheim, Straberg
- Amt Norf: Norf, Rosellen
- Amt Rommerskirchen-Nettesheim: Frixheim-Anstel, Nettesheim-Butzheim, Rommerskirchen

### 1969 bis 1974
Da bekannt war, dass die Landesregierung die Ämter auflösen wollte, entschlossen sich 1969 die Gemeinden Frimmersdorf und Neurath, die das gemeinsame Amt Frimmersdorf bildeten, sich zur amtsfreien Gemeinde Frimmersdorf zusammenzuschließen. Unter den gleichen Voraussetzungen schlossen sich die Gemeinden Dormagen und Hackenbroich – sie besaßen bereits im Amt Dormagen eine gemeinsame Verwaltung – zur amtsfreien Stadt Dormagen zusammen. Beide Zusammenschlüsse erfolgten am 1. Juli 1969. Damit stieg die Zahl der amtsfreien Gemeinden auf 17, die der Ämter sank auf 7 mit 16 amtsangehörigen Gemeinden.
Am 1. Oktober 1969 wurde aus dem Landkreis der Kreis Grevenbroich.
Am 1. Januar 1970 erfuhr der Kreis eine Erweiterung im Norden durch das Gesetz zur Neugliederung des Kreises Kempen-Krefeld und der kreisfreien Stadt Viersen. Hierdurch wurden die amtsfreie Gemeinde Osterath (bei geringfügiger Bereinigung der Grenze zu Willich) sowie dem Amt Lank mit den Gemeinden Ilverich, Langst-Kierst, Lank-Latum, Nierst, Ossum-Bösinghoven und Strümp (alle Kreis Kempen-Krefeld) mit der amtsfreien Gemeinde Büderich zur neuen Stadt Meerbusch zusammengeschlossen, die dem Kreis Grevenbroich zugeordnet wurde. Der Kreis vergrößerte sich hierdurch um 48,1 km² und 26.104 Einwohner (Stand 31. Dezember 1968).
Am 1. Januar 1972 wurde aufgrund des „Aachen-Gesetzes“ die Ortschaft Jackerath von der Gemeinde Garzweiler getrennt und in die Gemeinde Titz eingegliedert. Damit wechselte Jackerath gleichzeitig vom Kreis Grevenbroich in den neuen Kreis Düren. Ebenfalls verlor die Gemeinde Wickrath die Ortschaft Kuckum. Sie wurde in die Stadt Erkelenz im neuen Kreis Heinsberg eingegliedert. Der Kreis verlor hierdurch 3,42 km² und ca. 563 Einwohner an den Kreis Düren sowie 1,78 km² und 365 Einwohner an den Kreis Heinsberg.
Der Kreis war seitdem bis 1974 wie folgt gegliedert:
Städte
1. Dormagen, 33.227 Einwohner
2. Grevenbroich, 26.564 Einwohner
3. Meerbusch, 50.720 Einwohner
4. Wevelinghoven, 7.536 Einwohner, heute zu Grevenbroich
5. Zons, 9.715 Einwohner, heute zu Dormagen

Amtsfreie Gemeinden
1. Bedburdyck, 5.738 Einwohner, heute zu Jüchen
2. Büttgen, 14.380 Einwohner, heute zu Kaarst
3. Frimmersdorf, 5.552 Einwohner, heute zu Grevenbroich
4. Garzweiler, 1.841 Einwohner, heute zu Jüchen
5. Gustorf, 7.338 Einwohner, heute zu Grevenbroich
6. Hochneukirch, 6.749 Einwohner, heute zu Jüchen
7. Holzheim, 8.573 Einwohner, heute zu Neuss
8. Jüchen, 6.077 Einwohner
9. Kaarst, 20.299 Einwohner
10. Kleinenbroich, 7.102 Einwohner, heute zu Korschenbroich
11. Neurath  ca. 2.500 Einwohner, heute zu Grevenbroich
12. Neukirchen, 7.113 Einwohner, heute zu Grevenbroich
13. Wickrath, 13.823 Einwohner, heute zu Mönchengladbach

Ämter und amtsangehörigen Gemeinden
1. Amt Evinghoven, 2.828 Einwohner, heute zu Rommerskirchen
  1. Hoeningen, 1.412 Einwohner
  2. Oekoven, 1.416 Einwohner
2. Amt Glehn, 6.838 Einwohner, heute zu Korschenbroich
  1. Glehn, 4.471 Einwohner
  2. Liedberg, 2.367 Einwohner
3. Amt Hemmerden, 6.192 Einwohner, heute zu Grevenbroich
  1. Hemmerden, 2.328 Einwohner
  2. Kapellen/Erft, 3.864 Einwohner
4. Amt Korschenbroich, 10.349 Einwohner, heute zu Korschenbroich
  1. Korschenbroich, 8.649 Einwohner
  2. Pesch, 1.709 Einwohner
5. Amt Nievenheim, 11.669 Einwohner, heute zu Dormagen
  1. Gohr, 1.650 Einwohner
  2. Nievenheim, 7.907 Einwohner
  3. Straberg, 2.112 Einwohner
6. Amt Norf, 13.987 Einwohner, heute zu Neuss
  1. Norf, 8.817 Einwohner
  2. Rosellen, 5.170 Einwohner
7. Amt Rommerskirchen-Nettesheim, 8.436 Einwohner, heute zu Rommerskirchen
  1. Frixheim-Anstel, 1.330 Einwohner
  2. Nettesheim-Butzheim, 1.720 Einwohner
  3. Rommerskirchen, 5.386 Einwohner

### Gebietsreform 1975
Durch das Düsseldorf-Gesetz vom 10. September 1974 wurden mit Wirkung vom 1. Januar 1975 die folgenden Gemeinden im Kreis gebildet, der gleichzeitig in Kreis Neuss umbenannt wurde:
- Dormagen, Stadt: Zusammenschluss der Städte Dormagen und Zons, der Gemeinden des Amtes Nievenheim sowie einiger Flächen der Stadt Köln im Bereich der Bayer-Werke;[18]
- Grevenbroich, Stadt: Zusammenschluss der Städte Grevenbroich und Wevelinghoven sowie der Gemeinden Frimmersdorf, Gustorf, Neukirchen (ohne Helpenstein, Hoisten, Speck und Wehl) und der Gemeinden des Amtes Hemmerden bei Grenzkorrekturen gegen Bedburdyck und Glehn;[19]
- Jüchen: Zusammenschluss der Gemeinden Bedburdyck, Garzweiler, Hochneukirch und Jüchen;[20]
- Kaarst: Zusammenschluss der Gemeinden Büttgen (ohne Büttgerwald) und Kaarst (ohne Brücke) sowie der Wohnplätze Rottes und Weilerhöfe (Gemeinde Kleinenbroich) bei gleichzeitiger Grenzkorrektur zu Willich;[21]
- Korschenbroich: Zusammenschluss der Gemeinde Kleinenbroich und der Gemeinden der Ämter Glehn und Korschenbroich sowie der Ortsteile Büttgerwald (Gemeinde Büttgen) und Ringesfeldchen (Stadt Rheydt) bei Grenzberichtigung zu Grevenbroich und Willich;[22]
- Neuss, Stadt: Eingliederung der Gemeinde Holzheim, des Amtes Norf sowie der Ortsteile Brücke (Gemeinde Kaarst), Helpenstein, Hoisten, Speck und Wehl (Gemeinde Neukirchen) und des südlich der Autobahn gelegenen Teils der Stadt Meerbusch in die bisher kreisfreie Stadt Neuss, die ihrerseits in den Kreis eingegliedert wurde;[23]
- Rommerskirchen: Zusammenschluss der Gemeinden der Ämter Evinghoven und Rommerskirchen-Nettesheim.[24]

Die Gemeinde Wickrath und einige Flächen der Gemeinden Jüchen, Kleinenbroich und Korschenbroich kamen zur neuen Stadt Mönchengladbach.
Die Stadt Meerbusch sollte – abgesehen von den Abtretung an Neuss – auf die Städte Düsseldorf und Krefeld (Langst-Kierst, Lank-Latum, Nierst und Ossum-Bösinghoven) aufgeteilt werden. Diese Aufteilung wurde durch Urteil des Verfassungsgerichtshofs vom 13. September 1975 für nichtig erklärt. Da der Kreis Grevenbroich als Kreis Neuss rechtlich fortbestand, war eine neuerliche Entscheidung über die Zugehörigkeit der Stadt Meerbusch zum Kreis nicht erforderlich.

### Einwohnerentwicklung
| Jahr | Einwohner | Quelle |
| ---- | --------- | ------ |
| 1816 | 28.194    | [ 28 ] |
| 1835 | 31.653    | [ 28 ] |
| 1871 | 38.756    | [ 29 ] |
| 1880 | 40.676    | [ 29 ] |
| 1890 | 42.623    | [ 6 ]  |
| 1900 | 45.842    | [ 6 ]  |
| 1910 | 50.344    | [ 6 ]  |
| 1925 | 53.632    | [ 6 ]  |
| 1939 | 110.494   | [ 6 ]  |
| 1946 | 128.064   | [ 30 ] |
| 1950 | 143.641   | [ 6 ]  |
| 1960 | 172.300   | [ 6 ]  |
| 1961 | 177.911   | [ 31 ] |
| 1970 | 258.871   | [ 16 ] |
| 1973 | 290.700   | [ 32 ] |

## Politik

### Ergebnisse der Kreistagswahlen ab 1946
In der Liste werden nur Parteien und Wählergemeinschaften aufgeführt, die mindestens zwei Prozent der Stimmen bei der jeweiligen Wahl erhalten haben.
Stimmenanteile der Parteien in Prozent
| Jahr | CDU  | SPD  | FDP  | DZP  | BHE | KPD |
| ---- | ---- | ---- | ---- | ---- | --- | --- |
| 1946 | 55,9 | 27,7 |      | 10,5 |     | 5,3 |
| 1948 | 44,4 | 36,2 |      | 14,0 |     | 5,4 |
| 1952 | 43,5 | 27,2 | 10,7 | 08,5 | 7,2 | 2,9 |
| 1956 | 47,1 | 32,9 | 08,6 | 06,1 | 4,4 |     |
| 1961 | 54,6 | 29,0 | 08,3 | 04,5 | 2,3 |     |
| 1964 | 51,0 | 36,0 | 09,6 |      |     |     |
| 1970 | 56,5 | 36,1 | 05,4 | 02,2 |     |     |

### Landräte des alten Kreises Grevenbroich
- 1816–1839: Paul Joseph von Pröpper
- 1840–1850: Richard von Vorst-Gudenau
- 1851–1876: Kaspar von Heinsberg
- 1876–1877: Florus Auffarth
- 1877–1880: Gisbert von Bonin
- 1880–1889: Karl von Oertzen
- 1889–1912: Robert Brüning
- 1913–1914: Wilhelm Scherer
- 1914–1916: Emil Erckens (auftragsweise)
- 1916–1918: Kraft von Byern (vertretungsweise)
- 1918–1925: Karl Schoenfeld
- 1925–1929: Alois Vogels

### Landräte des Kreises Grevenbroich-Neuß
- 1929–1932: Hans von Chamier-Glisczinski
- 1932–1933: Josef Fischenich
- 1933–1945: Max Wallraf
- 1945–1946: Peter Gilles

### Landräte des neuen Kreises Grevenbroich
- 1946–1949: Peter Gilles
- 1949–1956: Adolf Göggel
- 1956–1961: Johann Bresgen
- 1961–1974: Matthias Hoeren

### Oberkreisdirektoren
- 1946–1961: Otto Gilka
- 1961–1974: Paul Edelmann

### Wappen und Flagge
Mit Urkunde des Innenministers von Nordrhein-Westfalen vom 2. Mai 1952 erhielt der Kreis Grevenbroich die Genehmigung, das nachfolgend beschriebene Wappen zu führen.
Wappenbeschreibung
„Im gespaltenen Schild vorne ein schwarzes Kreuz in Silber, hinten ein schwarzer, rotgezungter Löwe in Gold.“
Bedeutung
Das kurkölnische Kreuz und der Jülicher Löwe deuten die Tradition des Kreises an, der mit großen Teilen früher unter kurkölnischer und Jülicher Herrschaft gestanden hat.

Flagge
Des Weiteren erhielt der Kreis durch Verleihungsurkunde des Innenministers des Landes Nordrhein-Westfalen vom 10. Dezember 1952 die Genehmigung, die nachfolgend beschriebene Flagge zu führen:
„Das Kreiswappen auf weißem Grund, dessen beide Längsseiten durch schmale schwarze Streifen begrenzt werden.“
In Rechtsnachfolge werden dieses Wappen und diese Flagge auch nach der Gebietsreform vom Kreis Neuss, dem heutigen Rhein-Kreis Neuss, fortgeführt.

## Kfz-Kennzeichen
Am 1. Juli 1956 wurde dem damaligen Landkreis bei der Einführung der bis heute gültigen Kfz-Kennzeichen das Unterscheidungszeichen GV zugewiesen. Es wurde bis zum 31. Dezember 1974 ausgegeben. Seit dem 19. August 2015 ist es aufgrund der Kennzeichenliberalisierung im Rhein-Kreis Neuss erhältlich.